# Аллан Квотермейн та втрачене місто золота
«Аллан Квотермейн та втрачене місто золота» («Allan Quatermain and the Lost City of Gold») — американська пригодницька кінокомедія 1986 року, знята режисером Гері Нельсоном, з Річардом Чемберленом і Шерон Стоун у головних ролях. Продовження фільму «Копальні царя Соломона».

## Сюжет
Аллану Квотермейну доводиться повернутися в Африку для того, щоб знайти свого брата — він зник безвісти, розшукуючи загадкове біле плем'я. Допомагає в пошуках героя красива дівчина Джесс, така ж авантюристка, як і сам Аллан. Місто Золота. У місті ведеться видобуток золота, добувають його білі раби, а править самим містом якийсь лорд Егон.

## У ролях
- Річард Чемберлен — Аллан Квотермейн
- Шерон Стоун — Джессі Х'юстон
- Роберт Доннер — Суарма
- Джеймс Ерл Джонс — Умслопогаас
- Генрі Сільва — Егон
- Догмі Ларбі — Наста
- Кассандра Петерсон — Сораїс

## Знімальна група
- Режисер — Гері Нельсон
- Сценаристи — Джін Квінтано, Лі Рейнольдс
- Оператори — Фредерік Елмс, Алекс Філліпс (молодший)
- Композитор — Джері Голдсміт
- Продюсери — Йорам Глобус, Менахем Голан, Майкл Грінберг, Аві Лернер